# Copa da Polônia de Basquetebol
A Copa da Polônia de Basquetebol (em polonês/polaco: Puchar Polski w koszykówce mężczyzn) é uma das competições nacionais de basquetebol de primeira linha para clubes na Polônia, juntamente com a Liga Polonesa (PLK). É administrado e organizado pela Liga Polonesa de Basquete (PLK). A competição foi fundada em 1933 e o Śląsk Wrocław conquistou o maior número de títulos, com 14 troféus.

## História
A criação do torneio foi iniciada em 1933, pela Associação Polonesa de Jogos Esportivos (PZGS), uma organização que realizava a organização de competições esportivas nacionais na Polônia.

## Formato
Desde a temporada de 2012, o formato Final Eight é usado, no qual os times mais bem colocados da primeira metade de uma determinada temporada regular da Liga Polonesa de Basquete (PLK) se classificam. Os jogos geralmente são disputados em um período de quatro dias em fevereiro. Além disso, o anfitrião do torneio ganha qualificação automática para o torneio.

## Finais
| Season  | Champion                         | Score  | Runner-up                            | Location         | MVP                 | Ref.        |
| ------- | -------------------------------- | ------ | ------------------------------------ | ---------------- | ------------------- | ----------- |
| 2000–01 | Prokom Trefl Sopot               | 81–72  | Znicz Pruszków                       | Słupsk           | Igor Miličić        |             |
| 2001–02 | Não disputada                    |        |                                      |                  |                     |             |
| 2002–03 | Não disputada                    |        |                                      |                  |                     |             |
| 2004    | Śląsk Wrocław                    | 78–72  | Anwil Włocławek                      | Włocławek        | Lynn Greer          |             |
| 2004–05 | Śląsk Wrocław                    | 96–91  | Czarni Słupsk                        | Koszalin         | Michał Ignerski     |             |
| 2005–06 | Prokom Trefl Sopot               | 77–64  | Polpharma Starogard Gdański          | Grudziądz        | Christian Dalmau    |             |
| 2007    | Anwil Włocławek                  | 72–66  | Prokom Trefl Sopot                   | Sopot            | Andrzej Pluta       |             |
| 2008    | Prokom Trefl Sopot               | 81–69  | ASCO Śląsk Wrocław                   | Sopot            | Mustafa Shakur      |             |
| 2009    | Kotwica Kołobrzeg                | 98–89  | Asseco Prokom Sopot                  | Lublin           | Dawid Przybyszewski | [ 1 ]       |
| 2009–10 | AZS Koszalin                     | 80–75  | Turów Zgorzelec                      | Warsaw           | Dante Swanson       | [ 2 ] [ 3 ] |
| 2010–11 | Polpharma Starogard Gdański      | 75–67  | Anwil Włocławek                      | Gdynia           | Robert Skibniewski  | [ 4 ]       |
| 2012    | Trefl Sopot                      | 77–74  | Zastal Zielona Góra                  | Zielona Góra     | Łukasz Koszarek     | [ 5 ]       |
| 2012–13 | Trefl Sopot                      | 64–59  | AZS Koszalin                         | Koszalin         | Adam Waczyński      | [ 6 ]       |
| 2013–14 | Śląsk Wrocław                    | 90–87  | Turów Zgorzelec                      | Wrocław          | Michał Gabiński     | [ 7 ]       |
| 2015    | Stelmet Zielona Góra             | 77–71  | Rosa Radom                           | Gdynia           | Przemysław Zamojski | [ 8 ]       |
| 2016    | Rosa Radom                       | 74–64  | Stelmet Zielona Góra                 | Dąbrowa Górnicza | C. J. Harris        | [ 9 ]       |
| 2017    | Stelmet Zielona Góra             | 79–57  | Anwil Włocławek                      | Warsaw           | Łukasz Koszarek     | [ 10 ]      |
| 2018    | Polski Cukier Toruń              | 88–80  | Stelmet Enea Zielona Góra            | Warsaw           | Karol Gruszecki     | [ 11 ]      |
| 2019    | Stal Ostrów Wielkopolski         | 77–74  | Arka Gdynia                          | Warsaw           | Mateusz Kostrzewski | [ 12 ]      |
| 2020    | Anwil Włocławek                  | 103–96 | Twarde Pierniki Toruń                | Warsaw           | Shawn Jones         | [ 13 ]      |
| 2021    | Zastal Zielona Góra              | 86–73  | Spójnia Stargard                     | Lublin           | Iffe Lundberg       | [ 14 ]      |
| 2022    | BM Slam Stal Ostrów Wielkopolski | 83–76  | Polski Cukier Pszczółka Start Lublin | Lublin           | Jakub Garbacz       | [ 15 ]      |
| 2023    | Trefl Sopot                      | 91–80  | Polski Cukier Pszczółka Start Lublin | Lublin           | Garrett Nevels      | [ 16 ]      |
| 2024    | Legia Warszawa                   | 94–71  | BM Stal Ostrów Wielkopolski          | Sosnowiec        | Aric Holman         | [ 17 ]      |
| 2025    | Górnik Zamek Książ Wałbrzych     | 80–78  | King Szczecin                        | Sosnowiec        | Toddrick Gotcher    | [ 18 ]      |

## Títulos por clube

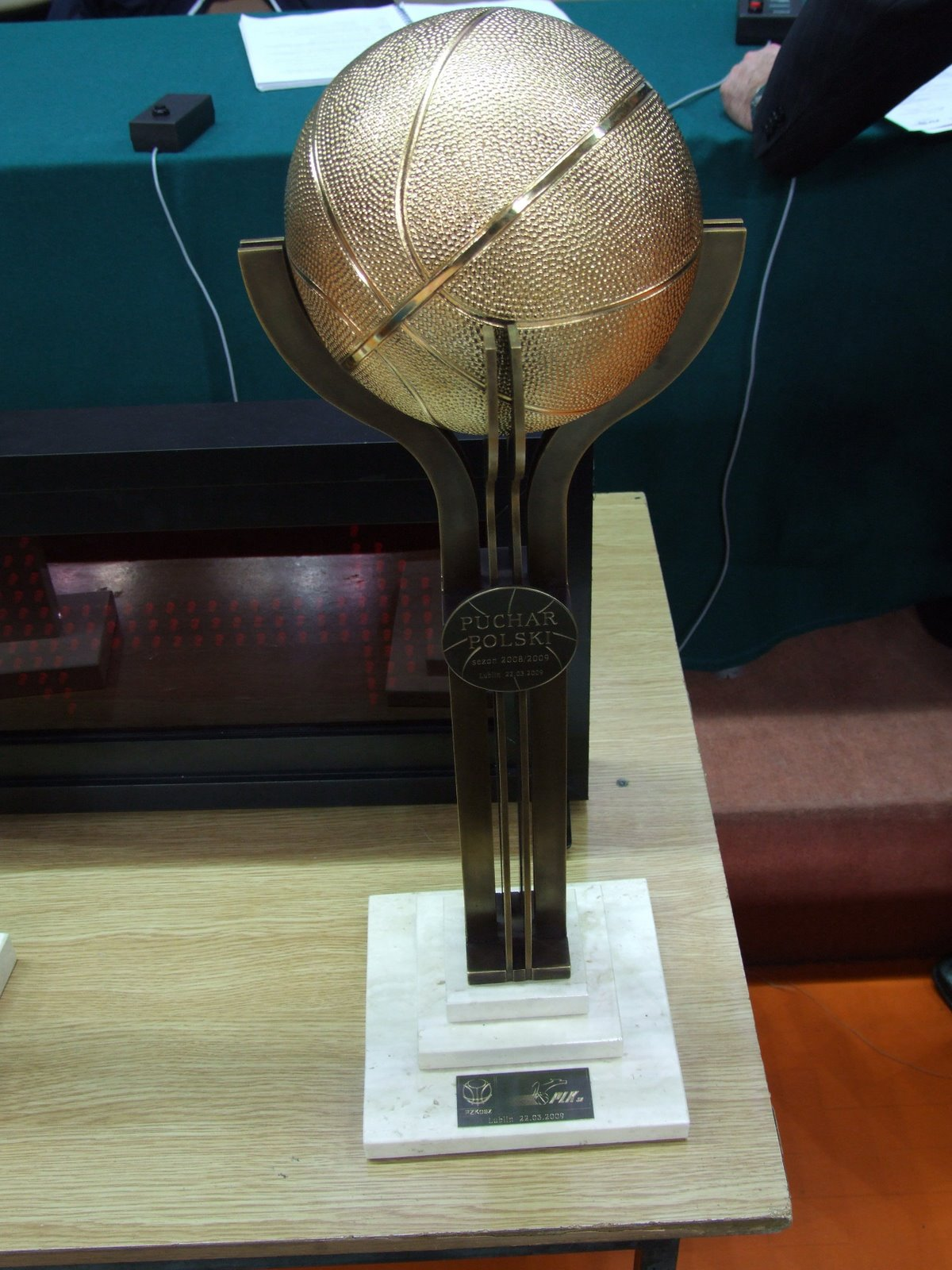
O troféu que o vencedor da Puchar Polski recebe.

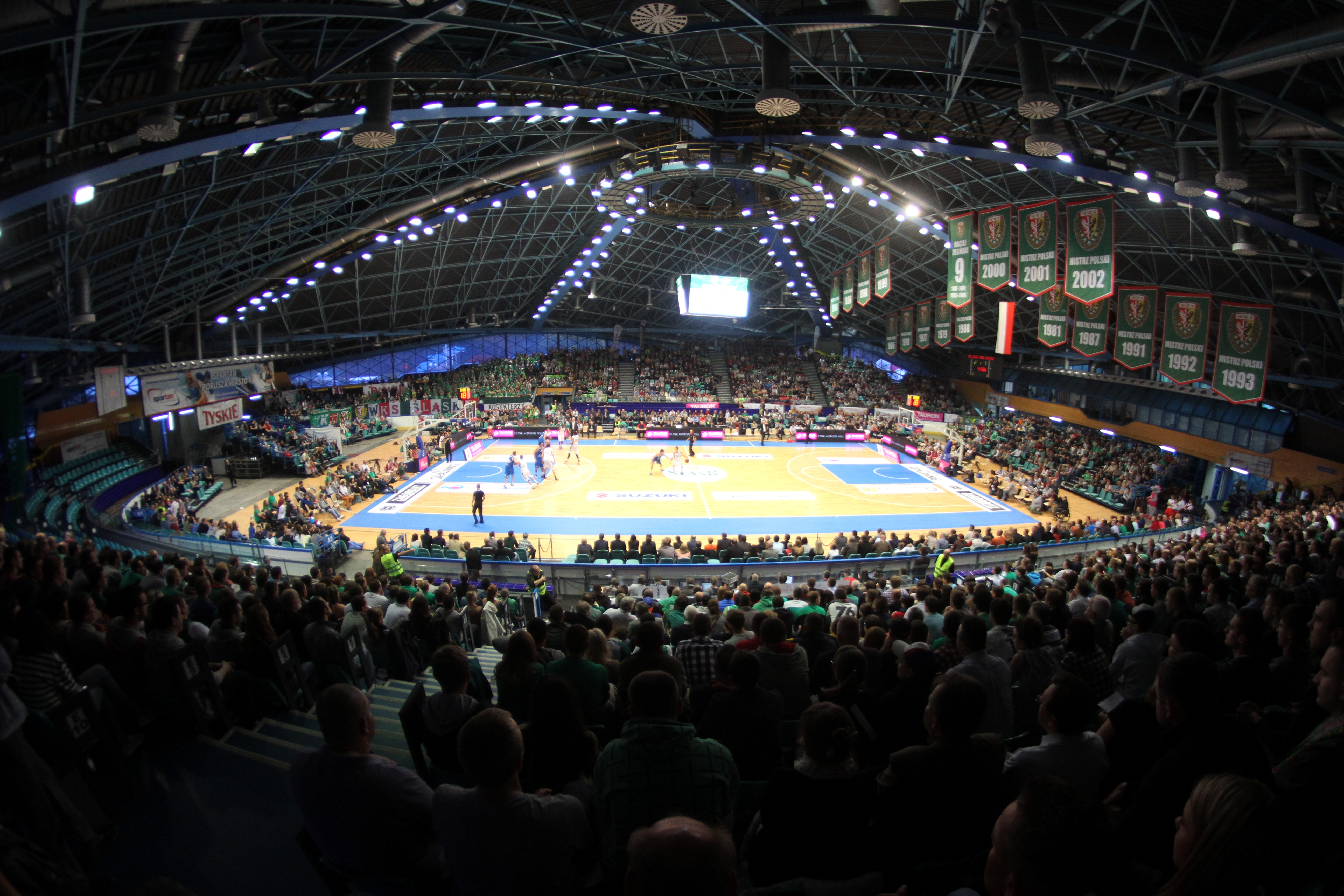
Cena da final da Copa de 2014 em Breslávia.

| Club                         | Titles | Years won                                                                          |  |
| ---------------------------- | ------ | ---------------------------------------------------------------------------------- |  |
| Śląsk Wrocław                | 14     | 1957, 1959, 1971, 1972, 1973, 1977, 1980, 1989, 1990, 1992, 1997, 2004, 2005, 2014 |  |
| Asseco Gdynia1               | 4      | 2000, 2001, 2006, 2008                                                             |  |
| Lech Poznań                  | 4      | 1936, 1954, 1955, 1984                                                             |  |
| Anwil Włocławek              | 4      | 1995, 1996, 2007, 2020                                                             |  |
| Legia Warszawa               | 3      | 1968, 1970, 2024                                                                   |  |
| Polonia Warsaw               | 3      | 1934, 1969, 1975                                                                   |  |
| Trefl Sopot1                 | 3      | 2012, 2013, 2023                                                                   |  |
| Wybrzeże Gdańsk              | 3      | 1976, 1978, 1979                                                                   |  |
| Zielona Góra                 | 3      | 2015, 2017, 2021                                                                   |  |
| Cracovia                     | 2      | 1935, 1936                                                                         |  |
| Spójnia Gdańsk               | 2      | 1953, 1962                                                                         |  |
| AZS-AWF Warsaw               | 2      | 1956, 1958                                                                         |  |
| Pogoń Szczecin               | 2      | 1981, 1985                                                                         |  |
| Pekaes Pruszków              | 2      | 1998, 1999                                                                         |  |
| Stal Ostrów Wielkopolski     | 2      | 2019, 2022                                                                         |  |
| Twarde Pierniki Toruń        | 1      | 2018                                                                               |  |
| City Gdańsk                  | 1      | 1951                                                                               |  |
| Wisła Kraków                 | 1      | 1952                                                                               |  |
| Resovia                      | 1      | 1974                                                                               |  |
| Zagłębie Sosnowiec           | 1      | 1983                                                                               |  |
| Kotwica Kołobrzeg            | 1      | 2009                                                                               |  |
| AZS Koszalin                 | 1      | 2010                                                                               |  |
| Polpharma Starogard Gdański  | 1      | 2011                                                                               |  |
| Rosa Radom                   | 1      | 2016                                                                               |  |
| Górnik Zamek Książ Wałbrzych | 1      | 2025                                                                               |  |